# Thomas Ferrers
Sir Thomas Ferrers († 6. Januar 1459) war ein englischer Ritter. Er war der Stammvater der Familie Ferrers of Tamworth.

## Leben
Thomas Ferrers war der zweite Sohn von William Ferrers, 5. Baron Ferrers of Groby und von dessen ersten Frau Philippa Clifford. Sein Vater starb 1445. Da Thomas älterer Bruder Henry bereits verstorben war, erbte dessen Tochter Elizabeth den Titel Baroness Ferrers of Groby. Thomas dagegen hatte schon 1436 einen kleineren Teil der Güter seines Vaters verwaltet, die er nach dessen Tod erbte. Aus diesen bezog er 1436 ein jährliches Einkommen von £ 100.
Thomas Ferrers hatte 1423 Elizabeth de Frevile, eine Schwester von Sir Baldwin de Frevile geheiratet. Nachdem ihr einziger Bruder als Kind gestorben war, wurde sie zu einer der Erbinnen ihres Vaters, so dass Ferrers Tamworth Castle in Warwickshire erwarb. Mit seiner Frau hatte Ferrers mindestens zwei Söhne:
- Sir Thomas Ferrers († 1498) ⚭ Anne Hastings;
- Sir Henry Ferrers († 1499) ⚭ Margaret Heckstall.